# Infraphulia illimani
Infraphulia illimani és una espècie de lepidòpter papilionoïdeu de la família dels pièrids (Pieridae) . Va ser descrita originalment amb el nom de Phulia Illimani, per Gustav Weymer, el 1890, a partir d'exemplars procedents de Bolívia.

## Distribució
Infraphulia Illimani té una distribució restringida a la zona neotropical i ha estat reportada a Bolívia i el Perú.

## Plantes nutrícies
Les larves d'Infraphulia Illimani s'alimenten de plantes de la família de les brassicàcies.